# Priepert
Priepert ist eine Gemeinde im Süden des Landkreises Mecklenburgische Seenplatte im Süden Mecklenburg-Vorpommerns. Die Gemeinde wird vom Amt Mecklenburgische Kleinseenplatte mit Sitz in Mirow verwaltet.
Die Gemeinde Priepert wurde am 7. Mai 1990 aus der damaligen Gemeinde Strasen-Priepert herausgelöst (Strasen ist inzwischen ein Ortsteil der Stadt Wesenberg).

## Geografie

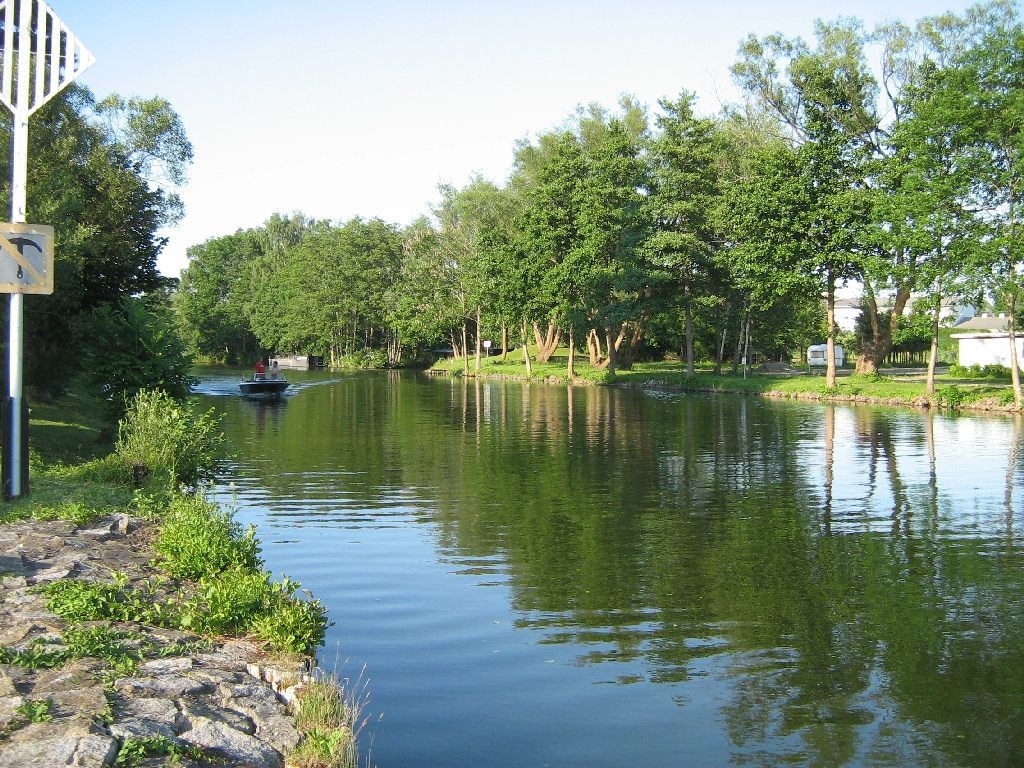
Havel bei Priepert

Priepert liegt etwa 17 Kilometer südlich von Neustrelitz. Die Gemeinde wird vom Ellbogensee im Süden und dem  Großen Priepertsee im Norden eingerahmt. Durch beide Seen und den Ort fließt die Havel. Im Norden des Gemeindegebietes liegt der Große Wangnitzsee mit mehreren Inseln. Die Hälfte des Gemeindegebietes ist von Wald bedeckt. Zur Gemeinde Priepert gehören 585 Hektar Wasserfläche. Weiterhin gehören noch der Zerlingsee und der Kleine Wangnitzsee zur Gemarkung.
Der Große und der Kleine Wangnitzsee wurden im Jahr 2002 von der Wasserschifffahrtsdirektion Magdeburg im Auftrag der Bundesrepublik Deutschland
ins Eigentum der Gemeinde Priepert übertragen.
In der Nähe des Ortsteils Radensee liegt der Ziernsee.
Umgeben wird Priepert von den Nachbargemeinden Godendorf im Nordosten, Fürstenberg/Havel im Osten und Süden sowie Wesenberg im Westen und Nordwesten.

## Geschichte
1351 wurde Priepert erstmals als Pripart in einer Urkunde erwähnt. Willich vermutet dahinter einen derben slawischen Spottnamen (rekonstruiert *Prepirdy), in etwa „die Herumfurzer“. Andere Etymologien vermuten eine Ableitung von einem Personennamen *Prepart. Eigentümer waren die Vettern Otto und Ulrich von Dewitz, Grafen von Fürstenberg, Herren zu Wesenberg und Strelitz. 1501 erhoben die mecklenburgischen Herzöge Anspruch auf Teile von Priepert. 1589 wurde das erste Gutshaus als großes, eingeschossiges Wohnhaus aus Steinen erwähnt. Nach der Landesteilung Mecklenburgs in  Mecklenburg-Schwerin und Mecklenburg-Güstrow gehörte Priepert 1621 zum Güstrowschen Landesteil und wurde von Güstrow aus regiert.
Nach dem Dreißigjährigen Krieg wurde im Jahr 1649 nur noch ein Bauer gezählt. 1702 erwarb Herzog Adolf Friedrich II. den Ort durch Kauf. 1712 vernichtete ein Brand das Residenzschloss in Strelitz, das Herzogenpaar hielt sich deshalb mehrfach in Priepert auf. 1716 wurde das Herrenhaus als zweigeschossiger Fachwerkbau neu errichtet und 1719 das Kirchenschiff ebenfalls als Fachwerk neu aufgebaut. 1752 ordnete man das Gut der Herzoglichen Kammer (= Oberbehörde) zu. Von 1850 bis 1905 bestand an der Nordseite des großen Priepertsees eine Ziegelei. 1885 gab es in Priepert keine Bauern mehr, nur noch Büdner und Landarbeiter im Tagelohn.
Die Gutsbesitzerfamilie Karl Hübner übernahm 1921 das Gut. Im Jahr 1924 ließ sie eine Begräbnisstätte anlegen und weihen. Nach Ende des Zweiten Weltkrieges verließ die letzte Gutsbesitzerin, Hildegard Sack, geb. Hübner, das enteignete Gut. Im Zuge der Bodenreform wurden Land und Güter aufgeteilt. 1954 übernahm die Gemeinde Priepert das Gutshaus, das 1985 vollständig renoviert wurde, wobei das Bild des Hauses durch Verzicht auf die Seitenflügel völlig verändert wurde. Es entstanden sechs Wohnungen.
Am 1. Januar 1969 wurde Priepert zusammen mit Strasen zur neuen Gemeinde Strasen-Priepert zusammengeschlossen. Am 7. Mai 1990 wurde der Ort wieder zu einer selbstständigen Gemeinde.
2001 feierte die Gemeinde das 650-jährige Jubiläum der Ersterwähnung.
Im Bundeswettbewerb vom Bundesministerium für Ernährung, Landwirtschaft und Verbraucherschutz (BMELV)  wurde die Gemeinde von Horst Seehofer mit einer Silbermedaille auf Bundesebene geehrt.

## Wappen
Das Wappen der Gemeinde zeigt in der oberen Hälfte ein rotes Steuerrad auf silbernen Grund. Es symbolisiert die Schifffahrt des früheren Schifferdorfs. Die untere Hälfte zeigt sieben silberne Fische auf blauem Grund. Der blaue Grund symbolisiert den Wasserreichtum der Gemeinde. Jeder der Fische steht für einen zur Gemeinde gehörendem See. Die offizielle Überreichung des Wappenbriefes durch den Innenminister des Landes erfolgte am 9. Juli 2020. Der entwerfende Heraldiker war Heinz Kippnick.

## Sehenswürdigkeiten und Kultur
- Die Dorfkirche Priepert ist ein Fachwerkbau von 1719. Anlage und Konstruktion zeigen mitteldeutsche Einflüsse. Der Grundriss ist ein angenähertes Quadrat mit angefügtem halben Zwölfecks - Chor. Der Glockenturm befindet sich mittlerweile nicht mehr auf der Kirche, da er in den 1960er Jahren wegen Einsturzgefahr entfernt wurde. Die Visualisierung zeigt also die Kirche wie sie ursprünglich mal ausgesehen hat. Von 2000 bis 2001 wurde sie umfassend saniert.
- In jedem Sommer findet auf der Festwiese am Badestrand das Havelfest statt, das jährlich mehrere tausend Besucher anlockt. Das Höhenfeuerwerk über dem Priepertsee, abgefeuert von einem Ponton, stellt dabei die Hauptattraktion dar.

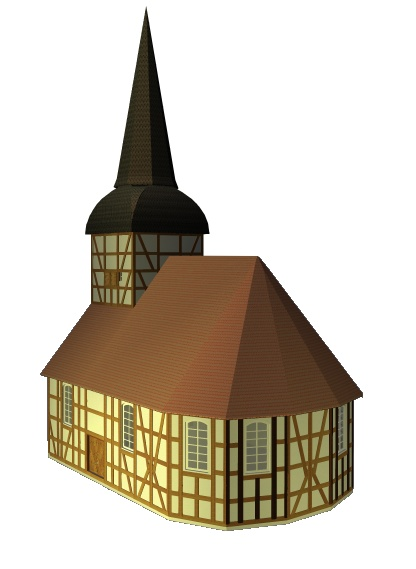
Visualisierung der Dorfkirche aus dem Jahre 1351, einer Fachwerkkirche mit der charakteristischen „Wilder-Mann“-Rune
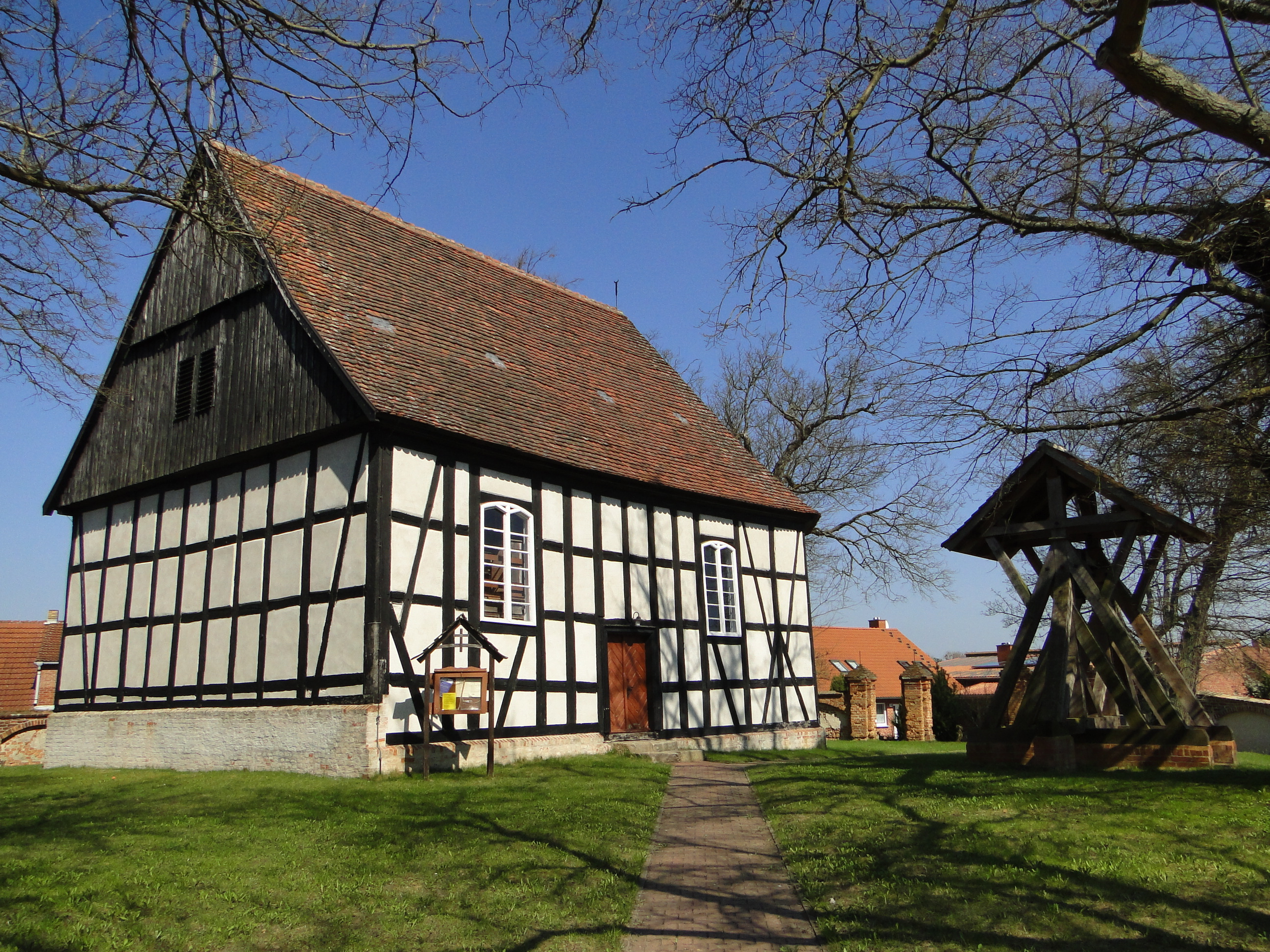
Dorfkirche (2010)

## Tourismus
Es gibt in Priepert eine Reihe an Wassersportmöglichkeiten, einen Wasserwanderrastplatz, zwei Wohnmobilparks, einen Campingplatz (C 46), einen Yachthafen, zwei Kanu- und Bootsverleihstationen und einen Kanushop. Am Ostufer des Großen Priepertsees befindet sich an der Festwiese, die jedes Jahr auch Veranstaltungsort für das im Juli stattfindende Havelfest ist, der Badestrand und auf dem Großen Priepertsee liegt eine der wenigen Wasserskistrecken der Mecklenburgischen Seenplatte.

## Verkehrsanbindung
Von der sieben Kilometer entfernten Bundesstraße 96 verläuft eine Landstraße über Priepert nach Rheinsberg bzw. Wesenberg. Die Anbindung an Wesenberg und Neustrelitz wird unter der Woche mit den Linienbussen der MVVG sichergestellt, der nächste Bahnhof befindet sich erst in der brandenburgischen Stadt Fürstenberg/Havel.
Priepert liegt an der Verbindung von Oberer Havel-Wasserstraße (OHW) und Müritz-Havel-Wasserstraße (MHW).

## Persönlichkeiten
- Franz Ahlgrimm (1867–1927), DDP-Politiker